# 공근중학교
공근중학교(公根中學校)는 대한민국 강원특별자치도 횡성군 공근면 학담리에 있는 공립 중학교이다.

## 학교 연혁
- 1970년 12월 31일 : 공근중학교 설립 인가
- 1971년 3월 10일 : 학급인가 6학급
- 1971년 11월 13일 : 개교식
- 1974년 2월 15일 : 제1회 졸업식(122명)
- 2012년 3월 1일 : 강원행복더하기학교 1기운영(3년)
- 2023년 3월 1일 : 제21대 김경희 교장 취임
- 2025년 1월 3일 : 제52회 졸업식(졸업생 17명, 누계 4,101명)
- 2025년 3월 4일 : 입학식(남 4명, 여 4명 계 8명)

## 참고 자료
- 공근중학교 - 한국교육학술정보원 학교알리미